# Тепловая нагрузка
Тепловая нагрузка — мера, выражающая климатическую дискомфортность для проживания, и определяется она как сочетание температуры и относительной влажности. Он также описывает, насколько человек может охладить своё тело за счёт потоотделения. Чем выше температура, тем интенсивней потовыделение для охлаждения тела, и чем выше относительная влажность, тем человек будет чувствовать себя жарче, так как испарение пота замедляется и происходит в меньшей степени.
Индекс был впервые использован Армией обороны Израиля и был принят для метеорологической службы профессором Эзерзой Зохаром.

## Метод расчёта
Расчёт тепловой нагрузки представляет собой среднее значение температуры сухого термометра и температуры влажного термометра. Температура сухого термометра — это температура, измеренная термометром в условиях отсутствия солнечной радиации и влаги. Физически он описывает среднюю кинетическую энергию молекул воздуха. Это температура, указанная в прогнозе погоды. Температура влажного термометра — это температура, которую имела бы воздушная масса, если бы её охладили до относительной влажности 100 %, то есть до точки росы. Скрытое тепло, содержащееся в процессе, обеспечивается самой воздушной массой. Это самая низкая температура, которую может достичь масса воздуха за счёт только испарения при данных условиях окружающей среды.
{\displaystyle HL={\frac {Twet+Tdry}{2}},}
где {\displaystyle HL} — тепловая нагрузка, {\displaystyle Twet} — температура влажного термометра, {\displaystyle Tdry} — температуры сухого термометра.

## Шкала
Лёгкая тепловая нагрузка (22-24) — лёгкое чувство жара, не влияющее на активность.
Умеренная тепловая нагрузка (24-26) — чувствуя жар, рекомендуется находиться в тени. Возникают трудности с физической активностью.
Тяжёлая тепловая нагрузка (26-28) — трудности с поддержанием температуры тела во время физических упражнений.
Экстремальная тепловая нагрузка (>28) — очень тяжёлые условия. Лучше находиться в кондиционированном помещении, вообще избегать физических нагрузок и много пить.

## Ветер
Ветер не входит в расчёт тепловой нагрузки, но имеет весьма существенную роль в эффективной температуре, той, которую реально ощущает человек. Ветер влияет на скорость теплообмена тела человека, а также увеличивает испарение пота. Испарение всегда имеет охлаждающий эффект. Скорость теплопередачи может охлаждать или нагревать в зависимости от температуры.